# Храм Воскресения Христова (Минск)
Храм Воскресения Христова — православный храм в микрорайоне Зеленый Луг Минска. Настоятелем храма является протоиерей Евгений Свидерский.
Белоснежный пятиглавый храм Воскресения Христова состоит из двух церквей: нижней — криптовой, во имя белорусского святого, праведного Иоанна Кормянского, где хранится частица его мощей (церковь освящена в мае 2000 года), и верхней — в честь Воскресения Христова.
При приходе действует Сестричество милосердия во имя святых Царственных страстотерпцев и Братство во имя Иоанна Кормянского. Работает мастерская по швейному делу, воскресная школа, есть библиотека для прихожан.

## История
В Минске раньше был Свято-Воскресенский Храм. Вот что говорится в исторических архивах:
 «В 1839 г. к православию присоединился приход древней Свято-Воскресенской церкви, длительное время находившейся в унии. Поскольку Свято-Воскресенский храм находился неподалёку от Свято-Екатериненской церкви (ныне Свято-Петропавловский собор) и к тому же находился в удручающем состоянии, то в 1844 г. было принято решение: Свято-Воскресенский приход упразднить, присоединив его к приходу Свято-Екатерининской церкви. В результате этого объединения последняя приобрела статус городского собора. Первым настоятелем собора стал последний настоятель Свято-Воскресенской церкви протоиерей Ксаверий Шишко. В 1856 г. при постройке Крупецкого храма в честь Покрова Пресвятой Богородицы были использованы строительные материалы от разобранного к тому времени здания Свято-Воскресенской церкви».
12 мая 1994 года Мингорисполком зарегистрировал Свято-Воскресенский православный приход в Минске по адресу ул. Гамарника, 29.
В конце 1996 года настоятелем прихода был назначен иерей Владимир Стукач. На Вербное воскресенье 1997 года было совершено первое богослужение во временном храме-палатке, пожертвованной приходу воинской частью.
25 сентября 1998 года в дни своего первого пребывания в Беларуси Патриарх Московский и всея Руси Алексий II посетил приход и совершил чин освящения закладного камня на месте строительства храма.
27 января 1999 года, в день памяти равноапостольной Нины, просветительницы Грузии, была вбита первая свая в основание строящегося храма.
27 мая 1999 года Митрополит Минский и Слуцкий, Патриарший Экзарх всея Беларуси Филарет заложил в основании храма капсулу с памятной грамотой.
19 мая 2002 года, во время своего второго посещения прихода, Святейший Патриарх Алексий II освятил крест на главный купол храма.
4 апреля 2004 года Митрополит Минский и Слуцкий Филарет освятил кресты малых куполов, после чего они были установлены.
30 апреля 2006 года верхняя — главная — церковь строящегося храма, церковь Воскресения Христова, в свой престольный праздник впервые приняла молящихся. Был отслужен молебен о скорейшем завершении строительства и освящении главной церкви.
4 мая 2008 года Митрополит Минский и Слуцкий, Патриарший Экзарх всея Беларуси Филарет совершил освящение храма в честь Воскресения Христова. После освящения престола и верхнего храма он совершил Божественную Литургию в сослужении настоятеля Всехсвятского прихода Феодора Повного, духовенства Свято-Воскресенского храма, настоятелей храмов Минска. По окончании литургии участникам возведения храма, благотворителям строительства, духовенству и активным прихожанам были вручены церковные награды.
Роспись верхней церкви (фрески в алтаре и на колоннах) осуществляют иконописцы отец и сын Довнары.
20 ноября 2020 года в храме прошло отпевание и церемония прощания с 31-летним Романом Бондаренко, погибшим после избиения на «Площади Перемен» в Минске во время протестов в Беларуси, последние слова которого «Я выхожу» стали лозунгом борьбы с властями. Проводить Романа собрались несколько тысяч человек с цветами, портретами погибшего, венками с белыми и красными цветами и лентами со словами прощания от жителей города. Роман Бондаренко был похоронен на Северном кладбище под Минском.

## Адрес
- Адрес: 220131, Минск, ул. Гамарника, д.27а.
- Телефон: +375 17 261-52-59; +37529-184-73-57.
- E-mail: info@voskresprihod.by.